# Phantasy Star Online: Blue Burst - Episode IV
 (octobre 2014).
Si vous disposez d'ouvrages ou d'articles de référence ou si vous connaissez des sites web de qualité traitant du thème abordé ici, merci de compléter l'article en donnant les références utiles à sa vérifiabilité et en les liant à la section « Notes et références ».
Phantasy Star Online: Blue Burst - Episode IV est un jeu vidéo sorti sur PC en 2005 au Japon uniquement. C'est le quatrième épisode online de la série Phantasy Star, qui fait suite au deuxième épisode online sorti sur PC (Phantasy Star Online: Blue Burst).
Le jeu propose des ennemis jamais vus dans les trois premiers épisodes, de nouvelles cartes (Crater, Crater Interior et Subterranean Desert) et de nouveaux objets. Sa difficulté est nettement supérieure à celle des trois autres Phantasy Star Online.